# Karl Dietz (Mediziner)

Karl Dietz

Karl Dietz (* 1. November 1859 in Calw; † 21. Mai 1904 in Stuttgart) war ein deutscher Psychiater. Er wurde 1895 im Königreich Württemberg zum Landespsychiater ernannt.

## Leben und Wirken
Dietz studierte Medizin in Tübingen und wurde 1883 approbiert. Zunächst arbeitete er für ein Jahr als Assistenzarzt an der chirurgischen Abteilung des Katharinenhospitals Stuttgart. 1885 ließ er sich als praktischer Arzt in Bietigheim nieder, wechselte nach einem dreiviertel Jahr nach Leipzig, wo er sich bis 1888 als Assistent an der psychiatrischen Klinik unter Paul Flechsig auf Psychiatrie spezialisierte. Zu Studienzwecken reiste er dann nach Wien und war auch als Schiffsarzt tätig. 1889 wurde er ordinierender Arzt an der badischen Heil- und Pflegeanstalt Illenau unter Heinrich Schüle. 1895 erhielt er die neu geschaffene Stelle eines Referenten für Psychiatrie im Medizinalkollegium zu Stuttgart. Damit wurde er zum Landespsychiater ernannt und beaufsichtigte das Irrenwesen in Württemberg. Er zeichnete in dieser Funktion auch für die Planung der Heilanstalt für Geisteskranke in Weinsberg verantwortlich. Etwa eineinhalb Jahre vor seinem Tod erkrankte er schwer und erlag schließlich einem apoplektischen Insult.
Dietz veröffentlichte vor allem über Hirnerweichung, Geistesstörungen in der Armee während des Krieges und im Frieden, über Rückenmarkserkrankungen und Simulation.

## Schriften
- Gibt es eine nicht durch diphteritische Infection entstandene Form des Kehlkopfcroups? Diss. med. Tübingen 1883.
- Dementia paralytica und Lues. In: Allg. Zeitschrift f. Psychiatrie 43 (1887), S. 237–255.
- Geistesstörungen in der Armee im Frieden und Krieg. In: Allg. Zeitschrift f. Psychiatrie 44 (1888), S. 209–257.
- Traumatische Neurose, Uebergang in Dementia paralytica. In: Festschrift Stuttgarter Ärztlicher Verein. Stuttgart 1897, S. 159–165.